# Ololygon obtriangulata
Ololygon obtriangulata é uma espécie de anfíbio da família Hylidae. Endêmica do Brasil, onde pode ser encontrada na Serra do Mar e na Serra da Mantiqueira nos estados do Rio de Janeiro, Minas Gerais e São Paulo.